# Bevan Fransman
Bevan Fransman (Cidade do Cabo, 31 de outubro de 1983) é um futebolista profissional sul-africano que atua como defensor.

## Carreira
Bevan Fransman representou o elenco da Seleção Sul-Africana de Futebol no Campeonato Africano das Nações de 2008.